# Amalric-Frédéric Buscarlet
Pour le pasteur suisse, voir Daniel Buscarlet.
Amalric-Frédéric Buscarlet, né en 1836 à Nice (alors province de Nice du royaume de Sardaigne) et décédé le 19 février 1928 à Pau, est pasteur de l’Église d’Écosse, exerçant son ministère successivement en Italie, en Suisse et en France.

## Biographie
Une branche de la famille Buscarlet, originaire de Millau en Rouergue (Dép. Aveyron, France), s’est fixée à Genève au XVIIIe siècle. Marc, gantier, qui est venu s’établir dans la cité de Calvin vers 1776, est l’ancêtre de la famille actuelle. 
Le pasteur Amalric-Frédéric Buscarlet est fils de Jules-[Léonard] (1807-1882), qui épouse en 1834 à Florence Frances Eliza, fille de Robert Bowen, de Bristol (Angleterre). Jules, après des études de théologie à Genève, y est consacré pasteur en 1833 puis exerce son ministère à Florence (1834), à Nice (1835), à la Station de la Société évangélique de Genève à Pau (Basses-Pyrénées, France), puis à l’Église libre de Pau (1838-1849), enfin à Paris (1849-1858).
Son fils Amalric-Frédéric Buscarlet aurait été adopté par une tante, chez laquelle il aurait vécu en Angleterre jusqu’à l’âge de douze ans. Puis il retourne en France où il poursuit sa formation à Toulouse. Il se rend ensuite à Édimbourg pour y étudier la théologie à la Faculté de l’Église libre. Après un court stage à Livourne (Italie) en qualité de suffragant, il est reçu pasteur en 1861 et obtient la charge d’une église écossaise nouvellement fondée à Naples. Exerçant dans cette ville durant treize ans, il s’intéresse particulièrement aux œuvres d’éducation et assure la construction d’une église, d’un presbytère et d’une école.
A.-F. Buscarlet séjourne alors également temporairement à Montreux, où une chapelle écossaise a été construite en 1872-1873 et où il opère comme chapelain durant la saison touristique. De là, il est appelé à Lausanne où se constitue une congrégation presbytérienne et où il organise dès 1874 des services religieux. Il est nommé en 1876 au poste nouvellement créé de pasteur de l’Église écossaise de Lausanne. Très rapidement, il parvient à faire construire dans cette ville une église inaugurée en 1877 et bâtie selon les plans d’Eugène Viollet-le-Duc. A.-F. Buscarlet exerça une grande influence, tout particulièrement auprès des nombreux élèves anglophones qui fréquentaient alors les écoles privées de Lausanne. Plus de trois mille d’entre eux auraient suivi ses classes bibliques. Plus généralement, il s’engagea pour la cause protestante en Europe, pour l’œuvre d’évangélisation parmi les Italiens et pour la Société pour l’observation du dimanche.
Il accepta en 1907 la direction de l’église anglophone de Pau, mais resta néanmoins pasteur honoraire de celle de Lausanne jusqu’en 1910. Un voyage au Canada, en 1910, lui permet non seulement d'aller voir son fils émigré au Manitoba, mais aussi d'établir des contacts qui lui vaudront en 1911 le titre de docteur en théologie du Collège presbytérien de Montréal.
Une plaque commémorative en cuivre, gravée à Londres et posée en 1931 à l’Église écossaise de Lausanne, rappelle son souvenir.
Son épouse Anna, née Willett, originaire du Norfolk (Angleterre) est décédée à Lausanne en 1905 (plaque à l’Église écossaise de Lausanne). Elle lui donna une fille, Florence Margaret (née en 1862 à Naples, restée célibataire et morte à Pau en 1943) ainsi que deux fils qui, dans les années 1876-1879, commencent leur formation à Lausanne, au Collège Jean-Louis Galliard. Frederick Willett, né en 1863 à Southampton, Angleterre, deviendra agriculteur émigré à Souris, Manitoba, au Canada, où il est mort en 1959, tandis que Francis Charles, né à Hethersett [Norfolk] en 1865, recevra une formation d'ingénieur en génie civil au Royal Indian Engineering College (1885-1888) avant de s'engager en Inde au service de la compagnie de chemin de fer de Madras (1890-1893), puis sur la côte ouest du Canada.  De retour en Angleterre, travaillant pour la London and North Eastern Railway, il s'établit à Newcastle puis à Sunderland; il est décédé en 1957 à Londonderry (Irlande).